# 12819 Susumutakahasi
12819 Susumutakahasi è un asteroide della fascia principale. Scoperto nel 1996, presenta un'orbita caratterizzata da un semiasse maggiore pari a 3,1224701 UA e da un'eccentricità di 0,0434482, inclinata di 7,33052° rispetto all'eclittica.
L'asteroide è dedicato al giapponese Susumu Takahasi, direttore dell'Osservatorio Tenkyukan.